# Metropolie Atlanta
Metropolie Atlanta je jedna z metropolií americké archiepiskopie Konstantinopolského patriarchátu.

## Historie a území
Roku 1942 byl zřízen Osmý arcibiskupský okruh s centrem ve městě Charlotte v Severní Karolíně. Roku 1960 bylo centrum přesunuto do New Orleans.
Roku 1979 vznikla eparchie charlottská, která se roku 1981 stala atlantskou eparchií se sídlem v Atlantě.
V prosinci 2002 byla eparchie přeměněna na metropolii.
Zahrnuje státy Alabama, Florida, Georgie, Louisiana, Mississippi, Severní Karolína, Jižní Karolína a Tennessee.

## Seznam biskupů a metropolitů

### Osmý arcibiskupský okruh
- 1942–1960 Germanos (Polyzoidis)

### Pátý arcibiskupský okruh
- 1964–1973 Aimilianos (Lalousis)
- 1974–1977 Iakovos (Pililis)
- 1978–1979 Ioannis (Kalos)

### Eparchie charlottská
- 1979–1981 Ioannis (Kalos)

### Eparchie atlantská
- 1981–1989 Ioannis (Kalos)
- 1992–1995 Filippos (Koutoufas)
- 1997–2002 Alexios (Panagiotopoulos)

### Metropolie Atlanta
- od 2002 Alexios (Panagiotopoulos)